# 13 (Suicidal Tendencies)
13 è un album in studio del gruppo musicale crossover thrash statunitense Suicidal Tendencies, pubblicato nel 2013.

## Tracce
1. Shake It Out – 3:50
2. Smash It! – 3:46
3. This Ain't a Celebration – 3:31
4. God Only Knows Who I Am – 5:28
5. Make Your Stand – 5:54
6. Who's Afraid? – 4:07
7. Show Some Love... Tear It Down – 3:31
8. Cyco Style – 4:43
9. Slam City – 4:40
10. Till My Last Breath – 4:39
11. Living the Fight – 4:22
12. Life... (Can't Live with It, Can't Live Without It) – 4:35
13. This World – 5:07

## Formazione
- Mike Muir – voce
- Dean Pleasants – chitarra
- Nico Santora - chitarra
- Steve Brunner – basso
- Eric Moore – batteria